# Mamaroneck (villa)
Mamaroneck es una villa ubicada en el condado de Westchester en el estado estadounidense de Nueva York. En el año 2000 tenía una población de 18.752 habitantes y una densidad poblacional de 2.239,2 personas por km².

## Geografía
Mamaroneck se encuentra ubicado en las coordenadas 40°56′57″N 73°44′1″O / 40.94917, -73.73361. Según la Oficina del Censo, la ciudad tiene un área total de 17,3 km² (6,7 mi²), de la cual 8,4 km² (3,2 mi²) es tierra y 9 km² (3,5 mi²) (51.72%) es agua.

## Demografía
Según la Oficina del Censo en 2000 los ingresos medios por hogar en la localidad eran de $62,510, y los ingresos medios por familia eran $75,093. Los hombres tenían unos ingresos medios de $52,103 frente a los $40,186 para las mujeres. La renta per cápita para la localidad era de $36,926. Alrededor del 6.9% de la población estaban por debajo del umbral de pobreza.